# Sinagoga Touro di New Orleans

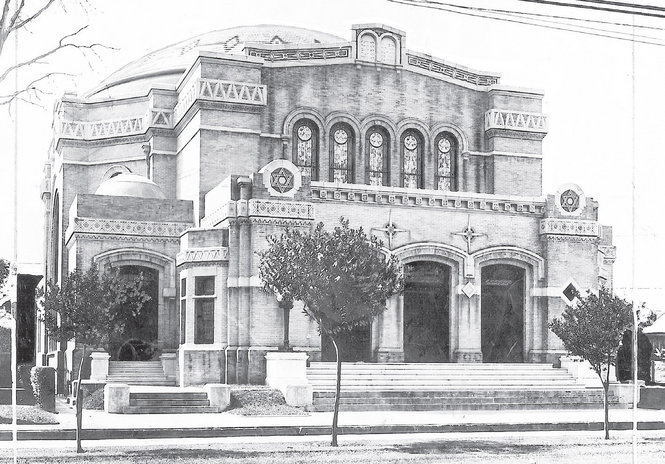
La fronte della sinagoga in una foto del 1912

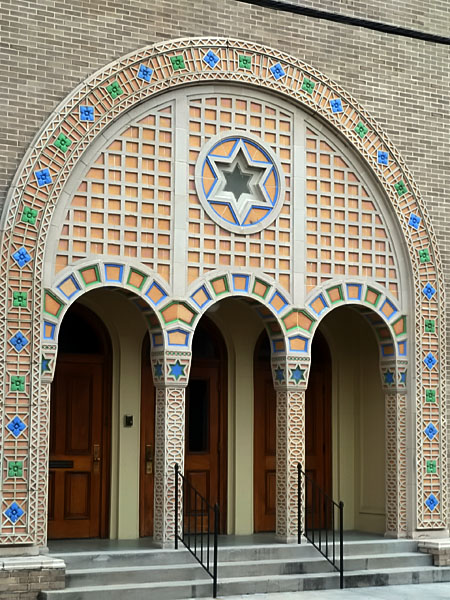
L'ingresso laterale

La sinagoga Touro di New Orleans, costruita nel 1908-1909 in stile Art Nouveau, è una sinagoga monumentale situata a New Orleans, in Louisiana.

## Storia e descrizione
La sinagoga Touro di New Orleans è una delle sinagoghe più antiche tra quelle costruite fuori delle 13 colonie originarie dell'Unione. Fu così chiamata in onore di Judah Touro che fu patrono anche della prima sinagoga degli Stati Uniti, la sinagoga Touro di Newport.
La costruzione su St. Charles Avenue in Uptown New Orleans ebbe inizio nel 1908, su progetto dell'architetto locale Emile Weil. La cerimonia di inaugurazione si tenne il 1º gennaio 1909.
L'edificio è caratterizzato da una cupola centrale schiacciata che disegna una sala sulla quale si aprono grandi vetrate colorate. L'organo è collocato sopra l'ingresso.
Nel 2005 la sinagoga ha superato senza troppi danni l'impatto con l'uragano Katrina che portò tuttavia ad un lungo periodo di dispersione della comunità.
Oggi, la sinagoga è tuttora attiva al servizio della comunità ebraica locale.